# Kantongerecht Zierikzee

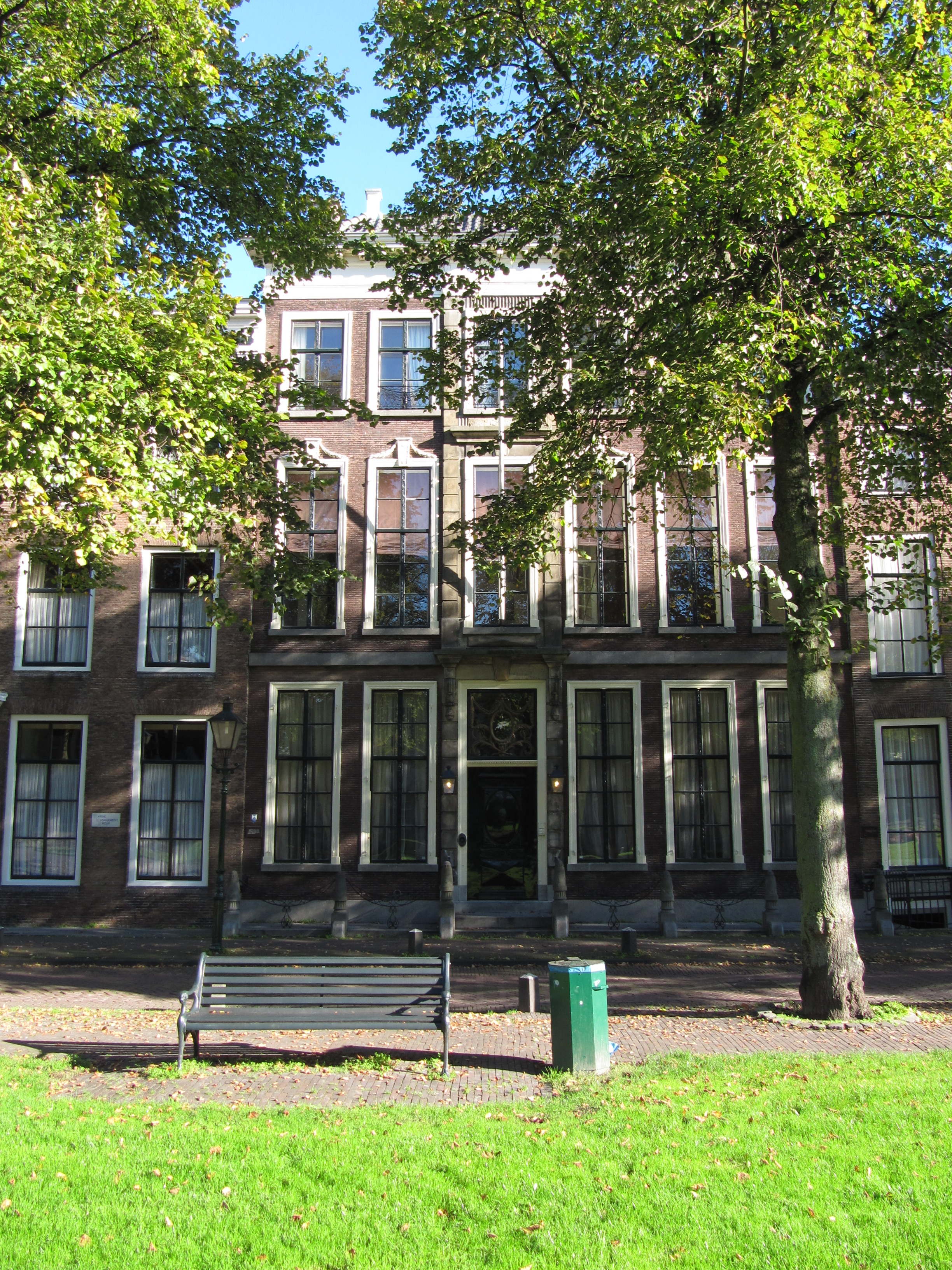
Het voormalige rechtsgebouw in Zierikzee

Het kantongerecht Zierikzee was van 1838 tot 2002 een van de kantongerechten in Nederland. Het was oorspronkelijk gevestigd in het gemeentehuis, maar trok in 1912 in bij de rechtbank Zierikzee in een monumentaal pand aan het Havenpark in Zierikzee. Na de afschaffing van het kantongerecht als zelfstandig gerecht bleef Zierikzee nog zittingsplaats voor de sector kanton van de rechtbank Middelburg.

## Het kanton
Kantons werden in Nederland ingevoerd in de Franse tijd in Nederland. In ieder kanton zetelde een vrederechter. In 1838 werd de vrederechter opgevolgd door de kantonrechter. daarbij werd het aantal kantons aanzienlijk ingekrompen. Voor Zierikzee bleef het kanton ongewijzigd. Omdat Zierikzee tevens een arrondissementsrechtbank kreeg, werd Zierikzee het eerste kanton van het arrondissement Zierikzee, en kantongerecht der 2de klasse. Het kanton omvatte naast de stad Zierikzee alle gemeenten op het eiland Duiveland. Concreet waren dat de gemeenten: Zierikzee, Nieuwerkerk, Ouwerkerk, Oosterland en Sirjansland en Bruinisse.

### Aanpassingen
In 1877 vond er een herindeling van rechtsgebieden plaats in Nederland. Hierbij werden de provinciale hoven opgeheven en het aantal rechtbanken en kantongerechten ingekrompen. Voor Zierikzee betekende deze operatie een forse vergroting van het kanton. Het naburige kanton Brouwershaven werd opgeheven en in zijn geheel bij Zierikzee gevoegd zodat het kanton nu geheel Schouwen-Duiveland omvatte. 
In 1923 werd de rechtbank in Zierikzee opgeheven. Het kanton bleef ongewijzigd, maar werd nu het zesde kanton van het arrondissement Middelburg. 
In 1933 vond er een tweede grote reorganisatie plaats. Zierikzee werd daar niet door geraakt, wel werd het naburige kanton Tholen opgeheven. Dit Zeeuwsche kanton werd bij Bergen op Zoom ingedeeld, maar in 1941 door de Duitse autoriteiten alsnog bij Zierikzee gevoegd. Toen Schouwen-Duiveland in 1944 onder water werd gezet verhuisde het gerecht tijdelijk naar Tholen. Vanaf 1948 werd Tholen een nevenzittingsplaats voor Zierikzee.